# Anders Myrvold
Anders Myrvold (Lørenskog, 12 agosto 1975) è un ex hockeista su ghiaccio norvegese.

## Palmarès

### Club
- Campionato norvegese: 3

Vålerenga: 2004-2005, 2005-2006, 2006-2007

### Individuale
- AHL All-Star Game: 1

1996-1997